# Lê Thị Thu Hà
Lê Thị Thu Hà (sinh ngày 26 tháng 8 năm 1964) là một nữ thẩm phán người Việt Nam. Bà có chức danh Thẩm phán Tòa án nhân dân tối cao. Bà từng là Thẩm phán, Chánh tòa Tòa hình sự Tòa án nhân dân tỉnh Trà Vinh.

## Sự nghiệp

### Công tác ở Trà Vinh
Bà từng có thời gian làm Thẩm phán, Chánh tòa Tòa hình sự Tòa án nhân dân tỉnh Trà Vinh. Trong số các vụ án bà làm chủ tọa xét xử có vụ án nổi bật là vụ phá rối an ninh, xách động công nhân đình công ở Trà Vinh. Phiên sơ thẩm do bà làm chủ tọa diễn ra vào ngày 26 tháng 10 năm 2010, vụ Nguyễn Đức Chi (nguyên Chủ tịch HĐQT Cty Đầu tư và Phát triển dịch vụ du lịch Rus-invest Tur ở TP Nha Trang, tỉnh Khánh Hoà) lừa đảo chiếm đoạt tài sản.

### Thẩm phán Tòa án nhân dân tối cao
Ngày 9 tháng 1 năm 2012, bà được chủ tịch nước Trương Tấn Sang bổ nhiệm chức danh Thẩm phán Tòa án nhân dân tối cao.
Sau đó, vào sáng ngày 9 tháng 3 năm 2012, bà được bổ nhiệm làm Thẩm phán Tòa phúc thẩm Tòa án nhân dân tối cao tại Thành phố Hồ Chí Minh.

## Bê bối
Vào ngày 23 tháng 8 năm 2008, lúc đang giữ chức Thẩm phán, Chánh tòa Tòa hình sự Tòa án nhân dân tỉnh Trà Vinh, bà phát hiện chồng mình (tên Út) ở cùng phòng nhà nghỉ với bà Lương Thị Mãnh (cán bộ văn phòng ủy ban nhân dân tỉnh Trà Vinh), bà liền nắm tóc và sau đó chặn đường đánh bà Mãnh. Vì việc này sau đó bà bị kiểm điểm trước lãnh đạo Tòa án nhân dân tỉnh Trà Vinh.